# Wisbech
Wisbech è un paese di 20 200 abitanti della contea del Cambridgeshire, in Inghilterra.

## Geografia
Wisbech è situata nell'Inghilterra orientale, nell'estremità nord-orientale del Cambridgeshire ed è attraversata dal fiume Nene.

## Amministrazione

### Gemellaggi
- Arles, dal 1964[1]